# Рокіцини-Кольонія
Рокіцини-Кольонія (пол. Rokiciny-Kolonia) — село в Польщі, у гміні Рокіцини Томашовського повіту Лодзинського воєводства.
Населення — 1586 осіб (2011).
У 1975-1998 роках село належало до Пйотрковського воєводства.

## Демографія
Демографічна структура станом на 31 березня 2011 року:
|          | Загалом | Допрацездатний вік | Працездатний вік | Постпрацездатний вік |
| -------- | ------- | ------------------ | ---------------- | -------------------- |
| Чоловіки | 764     | 164                | 520              | 80                   |
| Жінки    | 822     | 158                | 480              | 184                  |
| Разом    | 1586    | 322                | 1000             | 264                  |